# Mohammad Mirmohammadi
Seyyed Mohammad Mirmohammadi (1948-2 de marzo de 2020) fue un político iraní que ejerció como asesor principal del líder supremo de Irán, el ayatolá Alí Jamenei, y miembro del Consejo de Discernimiento de la Asamblea de Discernimiento de Conveniencia del Sistema. Fue miembro del sexto y séptimo parlamentos iraníes de Qom. Mohammad fue miembro del consejo central del Partido de la República Islámica, jefe del gabinete presidencial durante las presidencias del ayatolá Ali Jamenei y Akbar Hashemí Rafsanyaní, y secretario general del Partido de la Civilización Islámica.

## Primeros años
Mohammad Mirmohammadi nació en 1948 en Qom, Irán. Era sobrino del clérigo principal Mousa Shubairi Zanjani.

## Carrera
Mohammad había sido nombrado por el Líder Supremo de Irán Ali Jamenei como miembro del Consejo de Discernimiento de Expediencia desde agosto de 2017. 

## Muerte
Mohammad murió durante la pandemia global de coronavirus de 2019-2020 (COVID-19) el 2 de marzo de 2020, en la víspera de su 71 cumpleaños, lo que lo convierte en el funcionario de más alto rango dentro del liderazgo de Irán en enfermar y fallecer por el virus. Su madre también había muerto previamente por el COVID-19.